# Espaço Económico Europeu
O Espaço Económico Europeu (EEE) foi estabelecido via Acordo sobre o Espaço Económico Europeu (Acordo EEE), um acordo internacional que permite a extensão do Mercado Único da União Europeia aos estados-membros da Associação Europeia de Comércio Livre (AECL, EFTA). O EEE vincula os estados-membros da UE e três dos quatro estados da AECL (EFTA) (Islândia, Liechtenstein e Noruega) num mercado interno regido pelas mesmas leis da UE. Estas regras visam permitir a livre circulação de bens, serviços e capitais dentro do Mercado Único europeu, e a livre circulação dos cidadãos nacionais dos estados-membros do EEE incluindo a sua liberdade de estabelecerem residência em qualquer país dentro deste espaço. O EEE foi estabelecido a 1 de janeiro de 1994 após a entrada em vigor do Acordo EEE. As partes contratantes são a UE, os seus estados-membros e a Islândia, o Liechtenstein e a Noruega. Os novos membros da AECL (EFTA) não passariam automaticamente a fazer parte do Acordo EEE, uma vez que cada Estado da AECL (EFTA) decide por conta própria se deseja ou não fazer parte do Acordo EEE. De acordo com o artigo 128.º do Acordo EEE, "qualquer Estado europeu que se torne membro da Comunidade deverá, e a Confederação Suíça ou qualquer Estado europeu que se torne membro da AECL (EFTA) poderá, solicitar a adesão ao presente Acordo. Deverá dirigir o seu pedido ao Conselho do EEE". A AECL (EFTA) não prevê a integração política. Não emite legislação nem estabelece uma união aduaneira. O Acordo de Schengen não faz parte do Acordo EEE. No entanto, todos os quatro Estados da AECL (EFTA) participam no Acordo de Schengen e no Regulamento de Dublim através de acordos bilaterais. Todos aplicam as disposições do acervo comunitário (acquis communautaire) relevante.
O Acordo EEE é um tratado comercial e difere dos Tratados da UE em certos aspetos fundamentais. De acordo com o artigo 1.º, o seu objetivo é "promover um reforço contínuo e equilibrado das relações comerciais e económicas". Os membros da AECL (EFTA) não participam nem na Política Agrícola Comum (PAC) nem na Política Comum das Pescas (PCC).
O direito à livre circulação de cidadãos nacionais dos estados-membros do EEE e as disposições relevantes sobre as medidas de salvaguarda são idênticos aos aplicáveis entre os membros da UE. Os direitos e as regras aplicáveis em todos os estados-membros do EEE, incluindo os que não são membros da UE, estão especificados na Diretiva 2004/38/CE e no Acordo EEE.
O Acordo EEE especifica que a adesão está aberta aos Estados-Membros da UE ou da AECL (EFTA). Os Estados da AECL (EFTA) que são partes no Acordo EEE participam no mercado interno da UE sem serem membros da UE ou da União Aduaneira da União Europeia (UAUE). Adoptam a maior parte da legislação da UE relativa ao Mercado Único, com exclusões notáveis, incluindo as leis relativas à Política Agrícola Comum (PAC) e à Política Comum das Pescas (PCC). Os processos de "formação de decisões" do EEE permitem aos Estados-Membros da AECL (EFTA) no EEE influenciar e contribuir para novas políticas e legislação do EEE desde o início. As mercadorias provenientes de países terceiros são excluídas para esses Estados em relação às regras de origem.
Quando entrou em vigor em 1994, as partes do EEE eram 17 estados e duas Comunidades Europeias: a Comunidade Económica Europeia (CEE), que foi posteriormente absorvida pela estrutura mais ampla da UE, e a extinta Comunidade Europeia do Carvão e do Aço (CECA). A adesão cresceu para 30 estados em 2020: 27 estados-membros da UE, bem como três dos quatro estados-membros da EFTA (Islândia, Liechtenstein e Noruega). Um membro da EFTA, a Suíça, não aderiu ao EEE, mas tem um conjunto de acordos setoriais bilaterais com a UE que lhe permitem participar no mercado interno.

## Origens
No final da década de 80, os Estados-Membros da AECL (EFTA), liderados pela Suécia, começaram a analisar as opções para aderir à então existente Comunidade Económica Europeia (CEE), precursora da União Europeia (UE). As razões identificadas para tal são múltiplas. Muitos autores referem a crise económica do início da década de 80 e a subsequente adopção pela CEE da "Agenda Europa 1992" como a principal razão. Argumentando numa perspectiva do intergovernamentalismo liberal, estes autores defendem que as grandes empresas multinacionais dos países da AECL (EFTA), especialmente a Suécia, pressionaram para a adesão à CEE sob a ameaça de transferir a sua produção para o estrangeiro. Outros autores apontam para o fim da Guerra Fria, que tornou a adesão à CEE menos controversa politicamente para os países neutros.
Entretanto, Jacques Delors, então presidente da Comissão Europeia, não gostou da ideia de a CEE se expandir com mais estados-membros, pois receava que isso prejudicasse a capacidade da Comunidade para concluir a reforma do mercado interno e estabelecer a união monetária. Propôs um Espaço Económico Europeu em janeiro de 1989.
Quando o EEE foi estabelecido em 1994, porém, vários acontecimentos prejudicaram a sua credibilidade. Em primeiro lugar, a Suíça rejeitou o Acordo EEE num referendo nacional a 6 de dezembro de 1992, obstruindo a plena integração da UE-EFTA no EEE. Para além disso, a Áustria tinha solicitado a adesão plena à CEE em 1989, seguida pela Finlândia, Noruega, Suécia e Suíça entre 1991 e 1992 (a adesão da Noruega à UE foi rejeitada num referendo, e a Suíça congelou a sua candidatura à UE após a rejeição do Acordo EEE num referendo). A Queda da Cortina de Ferro, em 1989, tornou a UE menos hesitante em aceitar estes países altamente desenvolvidos como estados-membros, uma vez que isso aliviaria a pressão sobre o Orçamento da UE quando os antigos países socialistas da Europa Central aderissem.

## Adesão dos Estados-Membros

Estados da UE que fazem parte do EEE
Estados da AECL (EFTA) que fazem parte do EEE
EFTA state which signed the EEA agreement but did not join
Estado que se retirou do EEE

O Acordo EEE foi assinado no Porto, em Portugal, a 2 de maio de 1992 pelos então sete estados da Associação Europeia de Livre Comércio (AECL, EFTA), e pelas Comunidades Europeias (CE) e os seus então 12 estados-membros. A 6 de dezembro de 1992, os eleitores da Suíça rejeitaram a ratificação do acordo num referendo constitucionalmente obrigatório, congelando efectivamente o pedido de adesão às CE apresentado no início do ano. A Suíça está ligada à UE por uma série de acordos bilaterais. A 1 de janeiro de 1995, três antigos estados-membros da AECL (EFTA) — Áustria, Finlândia e Suécia — aderiram à União Europeia (UE), que tinha substituído as Comunidades Europeias (CE) após a entrada em vigor do Tratado de Maastricht a 1 de novembro de 1993. A participação do Liechtenstein no EEE foi adiada para 1 de maio de 1995. Qualquer Estado europeu que se torne membro da UE deverá, ou que se torne membro da AECL (EFTA) poderá, solicitar a adesão ao Acordo EEE, nos termos do artigo 128.º do acordo.
A partir de 2020, as partes contratantes do EEE são três dos quatro estados-membros da AECL (EFTA) e todos os 27 estados-membros da UE.

### Tratados
Para além do Tratado de 1992, foi assinado um tratado de alteração, bem como três tratados para permitir a adesão de novos membros à União Europeia.
| Tratado                                     | Assinatura            | Entrada em vigor        | Signatários originais   | Comentário                                               |
| ------------------------------------------- | --------------------- | ----------------------- | ----------------------- | -------------------------------------------------------- |
| Acordo EEE (EEA Agreement)                  | 2 de maio de 1992     | 1 de janeiro de 1994    | 19 estados + CEE e CECA | Entrou em vigor conforme adaptado pelo Protocolo de 1993 |
| Protocolo de Adaptação (Adjusting Protocol) | 17 de março de 1993   | 1 de janeiro de 1994    | 18 estados + CEE e CECA | Permitir a entrada em vigor sem a Suíça                  |
| Participação de 10 novos Estados            | 14 de outubro de 2003 | 6 de dezembro de 2005   | 28 estados + CE         | Tendo em conta o alargamento da União Europeia em 2004   |
| Participação de 2 novos Estados             | 25 de julho de 2007   | 9 de novembro de 2011   | 30 estados + CE         | Após o alargamento da União Europeia em 2007             |
| Participação de 1 novo Estados              | 11 de abril de 2014   | 19 de fevereiro de 2025 | 31 estados + UE         | Após o alargamento da União Europeia em 2013             |

### Ratificação do Acordo EEE
Ratificação:
| Estado         | Assinado              | Ratificado              | Entrada em vigor        | Saída                 | Anotações |
| -------------- | --------------------- | ----------------------- | ----------------------- | --------------------- | --- |
| Áustria        | 2 de maio de 1992     | 15 de outubro de 1992   | 1 de janeiro de 1994    |                       | Membro da UE (desde 1 de janeiro de 1995) Aderiu ao EEE como membro da AECL (EFTA) |
| Bélgica        | 2 de maio de 1992     | 9 de novembro de 1993   | 1 de janeiro de 1994    |                       | Membro da UE |
| Bulgária       | 25 de julho de 2007   | 29 de fevereiro de 2008 | 9 de novembro de 2011   |                       | Membro da UE |
| Croácia        | 11 de abril de 2014   | 24 de março de 2015     | 19 de fevereiro de 2025 |                       | Membro da UE |
| Chipre         | 14 de outubro de 2003 | 30 de abril de 2004     | 6 de dezembro de 2005   |                       | Membro da UE (A aplicação (e implementação) do acordo está suspensa nos territórios conhecidos como Chipre do Norte) |
| Chéquia        | 14 de outubro de 2003 | 10 de junho de 2004     | 6 de dezembro de 2005   |                       | Membro da UE |
| Dinamarca      | 2 de maio de 1992     | 30 de dezembro de 1992  | 1 de janeiro de 1994    |                       | Membro da UE |
| União Europeia | 2 de maio de 1992     | 13 de dezembro de 1993  | 1 de janeiro de 1994    |                       | Originalmente como Comunidade Económica Europeia (CEE) e Comunidade Europeia do Carvão e do Aço (CECA) |
| Estónia        | 14 de outubro de 2003 | 13 de maio de 2004      | 6 de dezembro de 2005   |                       | Membro da UE |
| Finlândia      | 2 de maio de 1992     | 17 de dezembro de 1992  | 1 de janeiro de 1994    |                       | Membro da UE (desde 1 de janeiro de 1995) Aderiu ao EEE como membro da AECL (EFTA) |
| França         | 2 de maio de 1992     | 10 de dezembro de 1993  | 1 de janeiro de 1994    |                       | Membro da UE |
| Alemanha       | 2 de maio de 1992     | 23 de junho de 1993     | 1 de janeiro de 1994    |                       | Membro da UE |
| Grécia         | 2 de maio de 1992     | 10 de setembro de 1993  | 1 de janeiro de 1994    |                       | Membro da UE |
| Hungria        | 14 de outubro de 2003 | 26 de abril de 2004     | 6 de dezembro de 2005   |                       | Membro da UE |
| Islândia       | 2 de maio de 1992     | 4 de fevereiro de 1993  | 1 de janeiro de 1994    |                       | Membro da AECL (EFTA) |
| Irlanda        | 2 de maio de 1992     | 29 de julho de 1993     | 1 de janeiro de 1994    |                       | Membro da UE |
| Itália         | 2 de maio de 1992     | 15 de novembro de 1993  | 1 de janeiro de 1994    |                       | Membro da UE |
| Letónia        | 14 de outubro de 2003 | 4 de maio de 2004       | 6 de dezembro de 2005   |                       | Membro da UE |
| Liechtenstein  | 2 de maio de 1992     | 25 de abril de 1995     | 1 de maio de 1995       |                       | Membro da AECL (EFTA) |
| Lituânia       | 14 de outubro de 2003 | 27 de abril de 2004     | 6 de dezembro de 2005   |                       | Membro da UE |
| Luxemburgo     | 2 de maio de 1992     | 21 de outubro de 1993   | 1 de janeiro de 1994    |                       | Membro da UE |
| Malta          | 14 de outubro de 2003 | 5 de março de 2004      | 6 de dezembro de 2005   |                       | Membro da UE |
| Países Baixos  | 2 de maio de 1992     | 31 de dezembro de 1992  | 1 de janeiro de 1994    |                       | Membro da UE |
| Noruega        | 2 de maio de 1992     | 19 de novembro de 1992  | 1 de janeiro de 1994    |                       | Membro da AECL (EFTA) |
| Polónia        | 14 de outubro de 2003 | 8 de outubro de 2004    | 6 de dezembro de 2005   |                       | Membro da UE |
| Portugal       | 2 de maio de 1992     | 9 de março de 1993      | 1 de janeiro de 1994    |                       | Membro da UE |
| Roménia        | 25 de julho de 2007   | 23 de maio de 2008      | 9 November 2011         |                       | Membro da UE |
| Eslováquia     | 14 de outubro de 2003 | 19 de março de 2004     | 6 de dezembro de 2005   |                       | Membro da UE |
| Eslovénia      | 14 de outubro de 2003 | 30 de junho de 2005     | 6 de dezembro de 2005   |                       | Membro da UE |
| Espanha        | 2 de maio de 1992     | 3 de dezembro de 1993   | 1 de janeiro de 1994    |                       | Membro da UE |
| Suécia         | 2 de maio de 1992     | 18 de dezembro de 1992  | 1 de janeiro de 1994    |                       | Membro da UE (desde 1 de janeiro de 1995) Aderiu ao EEE como membro da AECL (EFTA) |
| Suíça          | 2 de maio de 1992     | Não                     | Não                     |                       | Membro da AECL (EFTA) Ratificação do EEE rejeitada em referendo de 1992 Removido como parte contratante no protocolo de 1993 |
| Reino Unido    | 2 de maio de 1992     | 15 de novembro de 1993  | 1 de janeiro de 1994    | 31 de janeiro de 2020 | Antigo membro do EEE e da UE. O EEE abrangia (com exceções) Gibraltar e as Áreas Soberanas das Bases de Acrotíri e Deceleia, bem como incluía (para fins limitados) as três Dependências da Coroa (Ilha de Man, Jersey e Guernsey). O Acordo EEE e os Regulamentos do EEE permaneceram aplicáveis ao Reino Unido (e o Reino Unido a respeito dos Territórios Associados acima mencionados) durante o Período de Transição (também conhecido no Reino Unido como Período de Implementação) até 31 de dezembro de 2020. |

## Alargamento

### Os recentes estados-membros da UE
Quando um Estado adere à UE, não se torna necessariamente parte do EEE em simultâneo. São obrigados a candidatar-se separadamente, sendo necessário assinar e ratificar um acordo entre os estados-membros do EEE para admitir um novo membro.
Após o alargamento da UE em 2004, que viu Chipre, Chéquia, Estónia, Hungria, Letónia, Lituânia, Malta, Polónia, Eslováquia e Eslovénia aderirem à UE a 1 de maio de 2004, o Acordo de Alargamento do EEE foi aplicado provisoriamente aos 10 países aderentes a partir da data da sua adesão à UE, enquanto o seu acordo de adesão ao EEE aguardava a ratificação por todas as partes do EEE.
Por outro lado, após o alargamento da UE em 2007, que viu a Bulgária e a Roménia aderirem à UE a 1 de janeiro de 2007, um Acordo de Alargamento do EEE só foi assinado a 25 de Julho de 2007 e entrou em vigor provisoriamente a 1 de agosto de 2007. O acordo só entrou em vigor na íntegra a 9 de novembro de 2011.
A Croácia é o mais recente estado-membro da UE, tendo aderido a 1 de julho de 2013. A Croácia solicitou a adesão ao EEE a 13 de setembro de 2012, tendo o acordo sido concluído a 20 de novembro de 2013. Foi assinado em abril de 2014 e aplicado provisoriamente até entrar oficialmente em vigor a 19 de fevereiro de 2025.

### Futuros estados-membros da UE
Existem nove candidatos reconhecidos à adesão à União Europeia: Turquia (desde 1999), Macedónia do Norte (2005), Montenegro (2010), Sérvia (2012), Albânia (2014), Moldávia (2022), Ucrânia (2022), Bósnia e Herzegovina (2022) e Geórgia (2023). O Kosovo (cuja independência não é reconhecida por cinco estados-membros da UE) apresentou formalmente o seu pedido de adesão em 2022 e é considerado um potencial candidato pela União Europeia.

### Ilhas Faroé
Em meados de 2005, os representantes das Ilhas Faroé sugeriram a possibilidade de o seu território aderir à AECL (EFTA). No entanto, a capacidade das Ilhas Faroé para aderir é incerta porque, de acordo com o artigo 56.º da Convenção da AECL (EFTA), apenas os Estados podem tornar-se membros da Associação. As Ilhas Faroé, que fazem parte do Reino Dinamarquês, não são um Estado soberano e, de acordo com um relatório elaborado para o Ministério dos Negócios Estrangeiros das Ilhas Faroé, "de acordo com o seu estatuto constitucional, as Ilhas Faroé não podem tornar-se uma Parte Contratante independente do Acordo EEE devido ao facto de as Ilhas Faroé não serem um Estado". No entanto, o relatório prosseguiu sugerindo que é possível que o "Reino da Dinamarca em relação às Ilhas Faroé" possa aderir à AECL (EFTA). O governo dinamarquês declarou que as Ilhas Faroé não podem tornar-se um membro independente do EEE, uma vez que a Dinamarca já é parte no Acordo EEE. As Ilhas Faroé já têm um amplo acordo bilateral de comércio livre com a Islândia, conhecido como Acordo de Hoyvík (Hoyvík Agreement).

### Suíça
Na Suíça, um referendo de 1992 rejeitou esta decisão, e existe uma opinião predominante entre os países da UE/EEE de que os constantes referendos da democracia direta suíça perturbariam a cooperação EEE-UE, tal como aconteceu com a cooperação Suíça-UE.
Uma sondagem realizada em dezembro de 2022, para assinalar os 30 anos do referendo do EEE de 1992, indicou que 71% votariam pela participação no EEE caso se realizasse um referendo. Para o cidadão suíço comum, uma grande diferença entre o EEE e o acordo com a Suíça é que o EEE inclui a livre circulação de serviços, incluindo os preços de roaming para telemóveis. Um projeto de lei dos membros sobre a adesão ao EEE em 2022 foi rejeitado em grande parte pelo Conselho Federal, que considerou os atuais tratados mais vantajosos para a Suíça.

### Microestados europeus
Em novembro de 2012, após o Conselho da União Europeia ter solicitado uma avaliação das relações da UE com os microestados europeus soberanos de Andorra, Mónaco e São Marinho, que descreveram como "fragmentados", a Comissão Europeia publicou um relatório delineando opções para a sua futura integração na UE. Ao contrário do Liechtenstein, que é membro do EEE através da AECL (EFTA) e do Acordo de Schengen, as relações com estes três Estados baseiam-se num conjunto de acordos que abrangem questões específicas. O relatório examinou quatro alternativas à situação actual: 1) uma Abordagem Sectorial com acordos separados com cada Estado, abrangendo uma área política completa; 2) um Acordo-Quadro de Associação (AQA) abrangente e multilateral com os três Estados; 3) adesão ao EEE; e 4) adesão à UE. A Comissão argumentou que a abordagem sectorial não abordava as principais questões e continuava a ser desnecessariamente complicada, enquanto a adesão à UE foi descartada num futuro próximo porque "as instituições da UE não estão actualmente adaptadas à adesão de países de tão pequena dimensão". As restantes opções, a adesão ao EEE e um Acordo-Quadro de Associação (AQA) com os estados, foram consideradas viáveis e recomendadas pela Comissão.
Uma vez que a adesão ao EEE está atualmente aberta apenas aos membros da AECL (EFTA) ou da UE, é necessário o consentimento dos atuais estados-membros da EFTA para que os microestados possam entrar no EEE sem se tornarem membros da UE. Em 2011, Jonas Gahr Støre, então Ministro dos Negócios Estrangeiros da Noruega, que é estado-membro da AECL (EFTA), afirmou que a adesão dos microestados à AECL (EFTA)/EEE não era o mecanismo apropriado para a sua integração no mercado interno, uma vez que os seus requisitos diferiam dos de países maiores, como a Noruega, e sugeriu que uma associação simplificada seria mais adequada para eles. Espen Barth Eide, sucessor de Støre, respondeu ao relatório da Comissão no final de 2012 questionando se os microestados teriam capacidade administrativa suficiente para cumprir as obrigações de adesão ao EEE. No entanto, afirmou que a Noruega estava aberta à possibilidade de adesão dos microestados à AECL (EFTA), caso estes decidissem apresentar uma candidatura, e que o país ainda não tinha tomado uma decisão final sobre o assunto. Pascal Schafhauser, Conselheiro da Missão do Liechtenstein na UE, afirmou que o Liechtenstein, outro estado-membro da AECL (EFTA), estava disposto a discutir a adesão dos microestados ao EEE, desde que a sua adesão não impedisse o funcionamento da organização. No entanto, sugeriu que a opção de adesão direta ao EEE para os microestados, fora da AECL (EFTA) e da UE, deveria ser considerada.
A 18 de novembro de 2013, a Comissão Europeia concluiu que "a participação dos países de pequena dimensão no EEE não é considerada uma opção viável no momento devido a razões políticas e institucionais", e que os Acordos-Quadro de Associação (AQA) eram um mecanismo mais viável para integrar os microestados no mercado interno.

## Saída do Reino Unido
O Reino Unido, num referendo de 2016, votou pela saída da União Europeia. Permanecer no EEE, possivelmente como membro da AECL (EFTA), foi uma opção sugerida pelo então Secretário do Ambiente, Michael Gove.
Um documento de investigação de 2013 apresentado ao Parlamento do Reino Unido propôs uma série de alternativas à adesão à UE que continuariam a permitir-lhe o acesso ao mercado interno da UE, incluindo a continuação da adesão ao EEE como estado-membro da EFTA, ou o modelo suíço de uma série de tratados bilaterais que abrangem as disposições do Mercado Único. O Reino Unido foi cofundador da AECL (EFTA) em 1960, mas deixou de ser membro quando aderiu à Comunidade Europeia. Na primeira reunião desde a votação do Brexit, a AECL (EFTA) reagiu afirmando que estava aberta ao regresso do Reino Unido e que tinha muitas questões para resolver, embora o Governo norueguês tenha posteriormente manifestado reservas. Em Janeiro de 2017, Theresa May, então primeira-ministra britânica, anunciou um plano de 12 pontos de objectivos de negociação e confirmou que o governo do Reino Unido não procuraria manter a adesão permanente ao Mercado Único. O Reino Unido poderia ser autorizado por outros estados-membros a aderir ao EEE e à AECL (EFTA), mas os actuais membros do EEE, como a Noruega, teriam receio de correr o risco de abrir uma negociação difícil com a UE, o que poderia levá-los a perder as suas vantagens actuais. O Governo escocês analisou a possibilidade de aderir à AECL (EFTA) para manter o acesso ao EEE. No entanto, outros estados da AECL (EFTA) declararam que apenas os estados soberanos são elegíveis para a adesão, pelo que só poderiam aderir se se tornassem independentes do Reino Unido.
Os Estados da AECL (EFTA) do EEE (Noruega, Islândia, Liechtenstein) assinaram um Acordo de Separação (Separation Agreement) com o Reino Unido em 28 de janeiro de 2020, que se entende refletir as partes relevantes do EEE do Acordo de Saída UE-Reino Unido. O acordo de retirada estipulou um período de transição, após a retirada formal do Reino Unido em 31 de janeiro de 2020 e terminando em 31 de dezembro de 2020, durante o qual tanto o Reino Unido como os outros membros do EEE permaneceram vinculados às obrigações existentes decorrentes de acordos internacionais celebrados pela UE, incluindo o Acordo EEE. Em janeiro e fevereiro de 2020, o governo do Reino Unido afastou um alinhamento futuro com as regras do mercado interno, excluindo efetivamente a adesão ao EEE após o fim do período de transição a 31 de dezembro de 2020.

## Direitos e obrigações
O EEE assenta nas mesmas "quatro liberdades" que sustentam o Mercado Único europeu, tal como a União Europeia: a livre circulação de bens, serviços, capitais, e cidadãos nacionais dos estados-membros, entre os países do EEE. Assim, os países do EEE que não fazem parte da UE gozam de comércio livre com a União Europeia. Além disso, a "livre circulação de pessoas é um dos direitos fundamentais garantidos no Espaço Económico Europeu (EEE) [...]. É talvez o direito mais importante para os indivíduos, pois confere, exclusivamente aos cidadãos nacionais dos estados-membros do EEE, a oportunidade de viver, trabalhar, estabelecer negócios e estudar em qualquer um destes estados-membros".
Em contrapartida, estes países necessitam de adotar parte da Legislação da União Europeia. No entanto, também contribuem e influenciam a formulação de novas políticas e legislação relevantes para o EEE numa fase inicial, como parte de um processo formal de tomada de decisões.
A agricultura e a pesca não estão abrangidas pelo EEE. A não ligação à Política Comum das Pescas (PCC) é percebida como muito importante pela Noruega e pela Islândia, e uma das principais razões para não aderirem à UE. A Política Comum das Pescas (PCC) significaria a cedência de quotas de pesca nas suas águas.
Os países do EEE que não fazem parte da UE não contribuem financeiramente para os objetivos da União na mesma medida que os seus membros, pese embora contribuam para o programa EEA Grants para "reduzir as disparidades sociais e económicas no EEE". Para além disso, alguns optam por participar em programas da UE, como as Redes Transeuropeias (RTE) e o Fundo Europeu de Desenvolvimento Regional (FEDER). A Noruega possui também o seu próprio programa Norway Grants. Após o alargamento da UE/EEE em 2004, verificou-se um aumento de dez vezes na contribuição financeira dos Estados do EEE, em particular da Noruega, para a coesão social e económica no mercado interno (1167 milhões de euros ao longo de cinco anos).

## Legislação do EEE

Um diagrama de Euler que mostra as relações entre as várias organizações e os acordos multinacionais europeus.

Os países do EEE que não pertencem à UE (Islândia, Liechtenstein e Noruega) concordaram em promulgar legislação semelhante à aprovada na UE nas áreas da política social, proteção do consumidor, meio ambiente, direito das sociedades e estatística. Estas são algumas das áreas abrangidas pela antiga Comunidade Europeia (o "primeiro pilar" da União Europeia).
Os países do EEE que não pertencem à UE não estão representados nas instituições da União Europeia, como o Parlamento Europeu ou a Comissão Europeia. Esta situação tem sido descrita como "democracia por fax", com a Noruega a aguardar que parte da sua legislação mais recente seja enviada por fax pela Comissão para poder ser publicada no seu boletim oficial para entrar em vigor. No entanto, os países do EEE são consultados sobre novas propostas legislativas da UE e participam na elaboração da legislação numa fase inicial. O Acordo EEE contém disposições para a contribuição dos países do EEE/EFTA em várias fases antes da adoção da legislação, incluindo a aprovação no Comité Misto do EEE (EEA Joint Committee). Uma vez aprovado no Comité Misto do EEE, o acordo faz parte do Acordo EEE, e os Estados da EFTA dentro do EEE devem implementá-lo na sua legislação nacional.

## Instituições do EEE
O Comité Misto do EEE (EEA Joint Committee) é composto pelos Estados EEE-AECL (EFTA) e pela Comissão Europeia (que representa a UE, após auscultar a Presidência do Conselho da União Europeia e o Serviço Europeu de Ação Externa) e tem como função alterar o Acordo EEE para incluir a legislação relevante da UE. O Conselho do EEE (EEA Council) reúne-se duas vezes por ano para reger a relação geral entre os membros do EEE.
Em vez de criar instituições pan-EEE, as atividades do EEE são reguladas pelas instituições da União Europeia, bem como pelo Órgão de Fiscalização da AECL (OFE, EFTA Surveillance Authority) e pelo Tribunal da AECL (EFTA Court). O Órgão de Fiscalização da AECL (OFE) e o Tribunal da AECL regulam as atividades dos membros da AECL (EFTA) no que diz respeito às suas obrigações no Espaço Económico Europeu (EEE). O Órgão de Fiscalização da AECL (OFE) desempenha o papel da Comissão Europeia como "guardiã dos tratados" para os países da AECL (EFTA), a fim de garantir o cumprimento do Acordo EEE. O Tribunal da AECL desempenha um papel semelhante ao do Tribunal de Justiça da União Europeia (TJUE), na medida em que resolve os litígios ao abrigo do Acordo EEE.
Pese embora o TJUE e a Comissão Europeia sejam, respetivamente, responsáveis pela interpretação e aplicação do Acordo EEE na UE (entre os Estados-Membros da UE e dentro de cada Estado-Membro da UE), e o Tribunal da AECL e o Órgão de Fiscalização da AECL (OFE) sejam igualmente responsáveis, respetivamente, pela interpretação e monitorização da aplicação do Acordo EEE entre os Estados EEE-AECL (EFTA) (entre os Estados EEE-AECL e dentro de cada Estado EEE-AECL), os litígios entre um Estado da UE e um Estado EEE-AECL são obrigatoriamente remetidos para o Comité Misto do EEE (EEA Joint Committee), em vez de o serem para qualquer um dos tribunais. Apenas se o Comité Misto do EEE não conseguir apresentar uma resolução no prazo de três meses, as partes em litígio submeter-se-ão conjuntamente ao TJUE para decisão (se o litígio disser respeito a disposições idênticas ao direito da UE) ou para arbitragem (em todos os outros casos).
O plano original para o EEE não incluía o Tribunal da AECL nem o Órgão de Fiscalização da AECL (OFE), dado que o "Tribunal do EEE" (que seria composto por cinco membros do Tribunal de Justiça da União Europeia (TJUE) e três membros de países da AECL, e que estaria funcionalmente integrado no TJUE) e a Comissão Europeia, exerceriam essas funções. No entanto, durante as negociações para o Acordo EEE, o Tribunal de Justiça da União Europeia (TJUE) informou o Conselho da União Europeia (Parecer 1/91) que considerava que atribuir ao Tribunal do EEE jurisdição sobre o direito da UE, que faria parte do direito do EEE, seria uma violação dos tratados, e, por conseguinte, o acordo actual foi desenvolvido em seu lugar. Após negociação com o Órgão de Fiscalização da AECL (OFE), o TJUE confirmou a sua legalidade no Parecer 1/92.
O Secretariado da AECL (EFTA Secretariat) tem sede em Genebra, na Suíça. O Órgão de Fiscalização da AECL (OFE) tem a sua sede em Bruxelas, na Bélgica (o mesmo local da sede da Comissão Europeia), enquanto o Tribunal da AECL tem a sua sede no Luxemburgo (o mesmo local da sede do Tribunal de Justiça da União Europeia).

## Subsídios do EEE e da Noruega (EEA and Norway Grants)
Os Subsídios do EEE e da Noruega (EEA and Norway Grants) são as contribuições financeiras da Islândia, do Liechtenstein e da Noruega para reduzir as disparidades sociais e económicas na Europa. No período de 2004 a 2009, foram disponibilizados 1,3 mil milhões de euros de financiamento de projetos para financiamento nos 15 estados beneficiários da Europa Central e Meridional.
Estabelecidos em conjunto com o alargamento do Espaço Económico Europeu (EEE) em 2004, que reúne a UE, a Islândia, o Liechtenstein e a Noruega no Mercado Único, os Subsídios do EEE e da Noruega (EEA and Norway Grants) foram geridos pelo Gabinete do Mecanismo Financeiro (Financial Mechanism Office), afiliado no Secretariado da AECL (EFTA Secretariat) em Bruxelas.

## Leituras adicionais
- Graham Butler, ed. (2025). Research Handbook on EEA Internal Market Law. Col: Research Handbooks in European Law. [S.l.]: Edward Elgar Publishing. ISBN 978-1-80392-245-4. doi:10.4337/9781803922461